# Izbawla (przystanek kolejowy)
Izbawla (ros. Избавля) – przystanek kolejowy w miejscowości Izbawla, w rejonie suchinickim, w obwodzie kałuskim, w Rosji. Położony jest na linii Smoleńsk – Tuła.